# Piosenki z klasą
Piosenki z klasą – drugi album Olgi Bończyk, nagrany w grudniu 2003 i wydany 1 stycznia 2005 roku. Album ten nagrano z zespołem Salted Peanuts. Na płycie znajdują się popularne piosenki filmowe, a także stare polskie przeboje w wykonaniu aktorki.

## Utwory
1. „Paroles, Paroles” (po polsku)
2. „Jego portret”
3. „Kwiaty dla kobiety”
4. „Ponad tęczą”
5. „No More Blues”
6. „Nic prócz miłości”
7. „Cabaret”
8. „I'm Beginning To See The Light”
9. „Gdy Mi Ciebie Zabraknie”
10. „Szeptem”
11. „New York, New York”
12. „In The Moonlight”